# Teodemaro
Teodemaro dei Suebi chiamato anche Teodomiro come in spagnolo, in galiziano e in portoghese (fine V secolo – 570) è stato re dei Suebi di Gallaecia, dal 561 fino alla sua morte.

## Origine
Di Teodemaro non si conoscono gli ascendenti.

## Biografia
Nato alla fine del V secolo, Teodemaro salì al trono, alla morte di Ariamiro, nel 561.

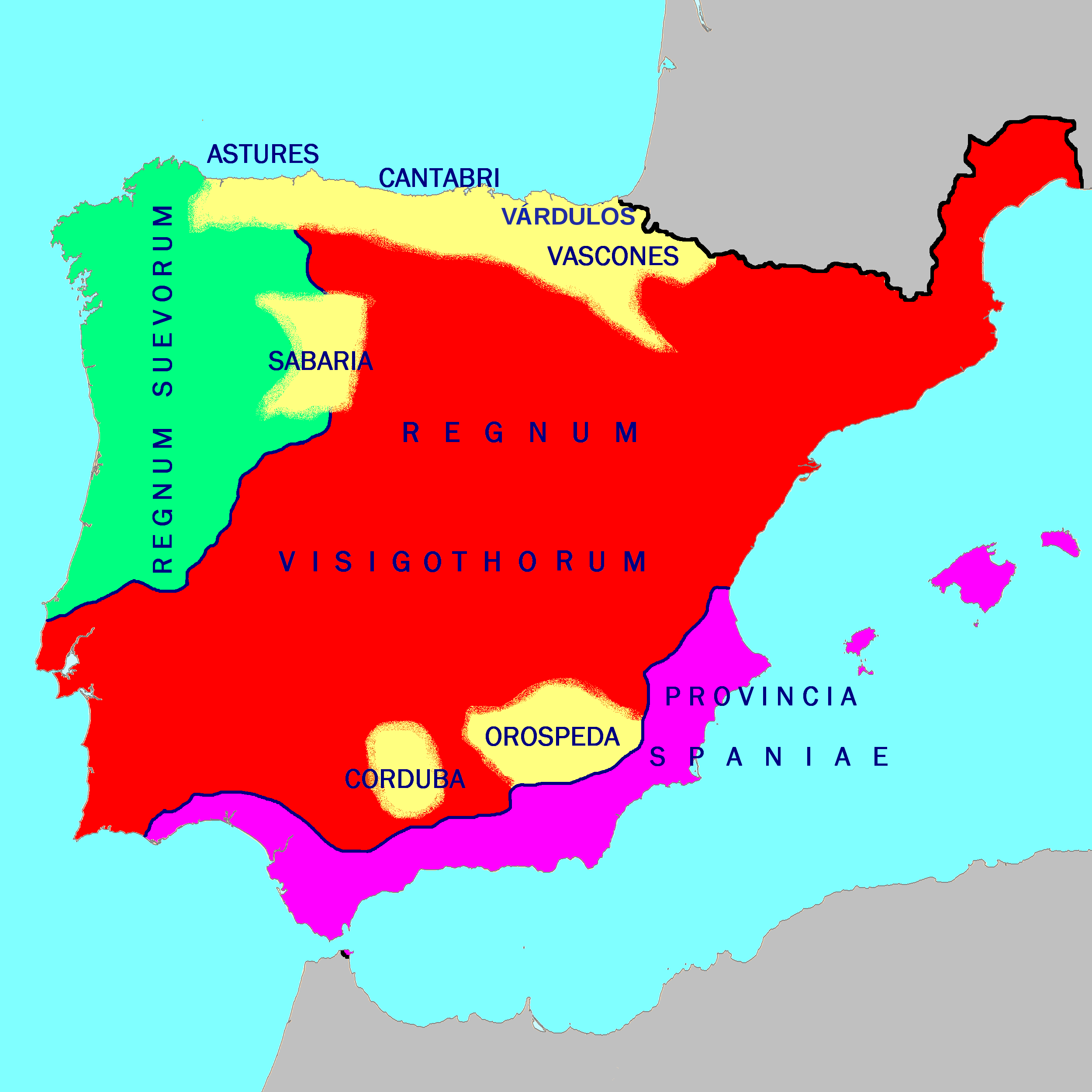
Penisola iberica nel 560. In rosso il regno dei Visigoti. In verde il regno degli Svevi. In viola la provincia bizantina di Spagna. In giallo le zone della penisola iberica ancora governate da Ispano-Romani.

Teodemaro viene citato nell'elenco dei re Suebi nel El reino suevo (411-585), come terzo re dopo il periodo oscuro e si hanno nuovamente informazioni sul regno suebo di Galizia.

Secondo Isidoro di Siviglia, Teodemaro fu il primo re dopo il periodo oscuro; infatti non fa menzione né di Carriarico né di Ariamiro.
Quando Teodemaro salì al potere, secondo lo storico Rafael Altamira, il regno Svevo, approfittando dei problemi che aveva il regno dei visigoti si trovava nuovamente in fase di espansione ai confini orientali e meridionali e arrivava:
- al fiume Navia nelle Asturie
- ai fiumi Órbigo ed Esla nella Castiglia e León
- al fiume Duero nella Chartaginensis (attuale Castiglia)
- dove i fiumi Côa ed Esla si gettano nel Tago, verso l'Estremadura
- il fiume Abrantes, il Distretto di Leiria e Paredes (Portogallo) in Lusitania[8].

Durante il suo regno, come conferma Isidoro di Siviglia, tutto il popolo svevo si convertì dall'arianesimo al cattolicesimo, assieme a lui (Multis deinde Sueuorum regibus in Arriana haeresi permanentibus tandem regni potestatem Theodimirus suscepit), anche per la predicazione di San Martino, vescovo di Braga, dal 561, come ci conferma Isidoro di Siviglia e come riporta anche la IDENTITY AND INTERACTION: The Suevi and the Hispano-Romans.

Il suo predecessore, Ariamiro, con l'appoggio di Pelagio I aveva convocato, il 1º maggio del 561, il primo concilio di Braga, come conferma il Synodus Bracarensis prima, in cui si afferma che il sinodo fu indetto nel terzo anno di regno di Ariamiro.
Il primo concilio di Braga che, dopo la morte di Ariamiro Teodemaro portò alla conclusione, nel 563, con l'approvazione di Giovanni III (papa dal 561 al 574), oltre alla condannata dell'eresia priscilliana e furono poste le basi della Chiesa cattolica sveva, in cui tra le altre cose fu deciso:
- le stelle non determinano la sorte degli esseri umani;
- il diavolo non ha, di per sé, alcun potere di produrre cataclismi;
- è vietato il digiuno nel giorno di Natale;
- il suicidio, salvo due eccezioni, è qualificato come un crimine;
- tutto ciò che esiste al mondo, incluso il corpo umano, è buono, in quanto proveniente da Dio (questo soprattutto fu menzionato per combattere manicheismo dei seguaci di Mani e Priscilliano e gnosticismo);
- fu infine stilato un elenco dei principali diavoli (da Abigor... a... Satanachia)[11].

Durante il suo regno Teodemaro divise il territorio in due province ecclesiastiche, Lugo e Braga, sancito dall'assemblea di Lugo del 569.

Secondo il Diccionario biográfico español, Real Academia de la Historia il suo nome appare associato a un Concilio ecclesiastico tenutosi a Lugo -Concilio de Lugo (569)-, in cui sarebbe stata riorganizzata la Chiesa di Gallaecia. In detto Concilio sarebbero state definitivamente fissate le sedi episcopali e i loro territori, ordinati intorno a Lugo e al metropolita Braga come capi di due autentiche province ecclesiastiche. Questo processo implicava un'associazione definitiva tra la struttura ecclesiastica e l'organizzazione amministrativa del Regno. Nell'anno 570 fu sostituito da Miro come re svevo.
Nel 569 il suo regno fu attaccato da Leovigildo, re ariano dei Visigoti, che si era accordato con i Bizantini, per avere libertà d'azione contro i Suebi. Leovigildo, con grande rapidità, si impadronì di Palencia, Zamora e León, ma non di Astorga che gli oppose una tenace resistenza. L'anno dopo (570), rotta l'alleanza con i Bizantini, Leovigildo, lasciato il regno dei Suebi, si rivolse contro le province bizantine.
Teodemaro morì in quello stesso anno, nel 570, e gli succedette Miro, come riporta Isidoro di Siviglia.

## Discendenza
Teodemaro dalla moglie di cui non si conoscono né il nome né gli ascendenti, ebbe un figlio::
- Miro (?-583), re dei Suebi di Gallaecia[9].

### Fonti primarie
- (ES)  El reino suevo (411-585).
- (ES)  IDENTITY AND INTERACTION: The Suevi and the Hispano-Romans.
- (LA)  #ES Idatii episcopi Chronicon.
- (LA)  Isidori Historia Gothorum, Wandalorum, Sueborum, Historia Sueuorum.

### Letteratura storiografica
- Rafael Altamira, "La Spagna sotto i Visigoti", in "Storia del mondo medievale", vol. I, 1999, pp. 743–779